# 대한민국의 음악가 목록
아래는 대한민국 국적을 가진 음악가 목록이다.

## ., 1-9
- ...Whatever That Means
- 100%
- 10cm (음악 그룹)
- 15&
- 2AM
- 2NE1
- 2NISE
- 2PM
- 5Zic
- 5tion
- 8eight

## A-Z
- AB6IX
- AKMU
- B.A.P
- B.I.G
- B.I
- B1A4
- BMK
- BOBBY
- CB 매스
- CL (가수)
- D-CRUNCH
- DAY6
- DJ DOC
- DJ 샤인
- DMTN
- EXID
- EXO-CBX
- EXO
- F(x)
- FT아일랜드
- G.NA
- G.Soul
- GD X TAEYANG
- GD&TOP
- GOT7
- H-유진
- H.O.T.
- HIGH4
- IKON
- JBJ
- JJ 프로젝트
- JJCC
- JOO
- JQT
- JYJ
- JtL
- Jun. K
- K (가수)
- KCM
- Key (가수)
- LC9
- LE (가수)
- M&D
- M.I.B
- MC 스나이퍼
- MC그리
- MC몽
- MFBTY
- MOBB
- N.EX.T
- NC.A
- R.ef
- RM (래퍼)
- S.E.S.
- S.M. THE BALLAD
- SF9
- SG 워너비
- SS301
- SS501
- Skasucks
- T.O.P
- Tutti (duo)
- Uptown 3000
- V.O.S
- VAV
- YB (밴드)
- Yu-bin
- ZARD
- ZE:A

## ㄱ
- 가리온
- 가인
- 가희
- 강남 (가수)
- 강인 (가수)
- 강지영
- 강타 & 바네스
- 강타
- 개리 (래퍼)
- 개코
- 갤럭시 익스프레스 (밴드)
- 갱키즈
- 거미 (가수)
- 걸스데이
- 공민지
- 구준회
- 구하라
- 구혜선
- 국카스텐
- 권소현
- 규현
- 그레이 (가수)
- 기리보이
- 긱스 (듀오)
- 길 (가수)
- 김C
- 김건모
- 김경호 (가수)
- 김광석
- 김광진 (1963년)
- 김규종
- 김기범 (배우)
- 김남주 (가수)
- 김다현
- 김다현 (가수)
- 김동률
- 김동완 (가수)
- 김민기 (가수)
- 김민종
- 김범수 (가수)
- 김사랑 (가수)
- 김성규 (가수)
- 김성재 (가수)
- 김소정
- 김수철 (가수)
- 김수현 (1988년)
- 김승수 (배우)
- 김아중
- 김연우
- 김연지 (가수)
- 김예림
- 김윤아
- 김윤지 (배우)
- 김의영
- 김재중
- 김정민 (1968년)
- 김정훈 (1980년)
- 김종국 (가수)
- 김종서 (가수)
- 김준수 (가수)
- 김지훈 (1973년생 가수)
- 김진표 (가수)
- 김창완
- 김태연 (국악인)
- 김태우 (1981년)
- 김태원 (음악인)
- 김현식
- 김현중
- 김현철 (가수)
- 김형준 (1987년)
- 김형중
- 김희철 (가수)

## ㄴ
- 나르샤
- 나얼
- 나윤권
- 나인뮤지스A
- 나인뮤지스
- 낙준
- 남우현
- 네미시스 (밴드)
- 네스티네스티
- 네스티요나
- 넬 (음악 그룹)
- 노라조
- 노브레인
- 뉴이스트
- 니엘 (가수)
- 니콜 (1991년)

## ㄷ
- 다나 (가수)
- 다비치
- 다이나믹 듀오
- 달샤벳
- 대국남아
- 대성 (가수)
- 더 긱스
- 더 씨야
- 더 자두
- 더블에이
- 더콰이엇
- 데프콘 (가수)
- 도끼 (가수)
- 동방신기
- 동해 (가수)
- 드럭 레스토랑
- 드렁큰 타이거
- 디아 (가수)
- 디오 (1993년)
- 디유닛
- 딕펑스
- 딘 (가수)

## ㄹ
- 라비 (가수)
- 랍티미스트
- 러블리즈
- 럭스 (밴드)
- 럼블피쉬 (밴드)
- 레드애플
- 레이 (가수)
- 레이디 제인 (가수)
- 레이디스 코드
- 렉시 (가수)
- 려욱
- 로꼬
- 로맨틱펀치
- 로열 파이럿츠
- 로이킴
- 루나 (대한민국의 가수)
- 루나플라이
- 루한
- 류시원
- 리쌍
- 리즈 (1977년)
- 린 (가수)
- 릴보이

## ㅁ
- 마마무
- 마스타 우
- 마야 (가수)
- 마이네임
- 매드 클라운
- 매드타운
- 멜로디데이
- 모모랜드
- 몬스타엑스
- 미나 (1972년 가수)
- 미료
- 미쓰라 진
- 미쓰에이
- 민해경
- 민호
- 민효린

## ㅂ
- 바다 (가수)
- 바비 킴
- 바세린 (밴드)
- 박경
- 박규리
- 박명수
- 박보람
- 박봄
- 박산다라
- 박상민 (가수)
- 박수아
- 박신혜
- 박완규
- 박용하
- 박유천
- 박재범
- 박정민 (가수)
- 박정현
- 박지윤 (가수)
- 박진영
- 박초롱
- 박효신
- 방민아
- 방용국
- 방탄소년단
- 배드키즈
- 배슬기
- 배호
- 백아연
- 백예린
- 백지영
- 백현 (가수)
- 버벌진트
- 버즈 (대한민국의 밴드)
- 베리굿
- 베스티
- 베이비복스 리브
- 베이비복스
- 베이식 (가수)
- 벤 (대한민국의 가수)
- 별 (가수)
- 별사랑
- 보아
- 보이스퍼
- 보천보전자악단
- 봄여름가을겨울
- 부활 (밴드)
- 불독맨션
- 브라운 아이드 걸스
- 브라운아이드 소울
- 브라이언 (가수)
- 브레이브걸스
- 브로큰 발렌타인
- 블락비
- 블랙 비트
- 블랙넛
- 블랙핑크
- 블레이디
- 비 (가수)
- 비즈니즈
- 비지 (가수)
- 비투비
- 빅마마
- 빅스LR
- 빅토리아 (가수)
- 빅플로
- 빈지노

## ㅅ
- 사이먼 도미닉
- 산울림
- 산이
- 살찐 고양이
- 샤넌 (가수)
- 샤이니
- 샤크라
- 서문탁
- 서사무엘
- 서인국
- 서인영
- 서태지
- 서태지와 아이들
- 서프라이즈 (그룹)
- 서현 (가수)
- 선미
- 선예
- 설리 (1994년)
- 성시경
- 세븐 (가수)
- 세훈
- 소녀시대-태티서
- 소녀시대
- 소년24
- 소년공화국
- 박소진 (배우)
- 소찬휘
- 소향
- 손나은
- 손담비
- 손동운
- 손지현 (배우)
- 송민호
- 송소희
- 송지은 (가수)
- 수란 (가수)
- 수영 (가수)
- 수지 (1994년)
- 수호 (가수)
- 쉬즈
- 슈가 (래퍼)
- 슈아이
- 슈퍼주니어-Happy
- 슈퍼주니어-K.R.Y.
- 슈퍼주니어-M
- 슈퍼주니어-T
- 슈퍼주니어
- 슈프림팀
- 스윙걸즈
- 스윙스
- 스트레이 키즈
- 스트릿건즈
- 승리 (가수)
- 시나위 (밴드)
- 시우민
- 시원 (가수)
- 신동 (가수)
- 신승훈
- 신용재
- 신중현
- 신해철
- 신현희와김루트
- 신혜성
- 심수봉
- 싸이
- 써니 (1989년)
- 써니데이즈
- 써니힐
- 씨스타
- 씨야
- 씨엔블루
- 씨클라운

## ㅇ
- 에이비식스
- 아웃사이더 (래퍼)
- 아이린 (가수)
- 아이비 (가수)
- 아이비아이
- 아이오아이
- 아이유
- 아이즈원
- 아유미 (연예인)
- 아주 (가수)
- 아지아틱스
- 악동뮤지션
- 안다 (가수)
- 안소희
- 안익태
- 안재욱
- 언텔
- 알리 (가수)
- 알맹
- 애즈 원
- 애프터스쿨
- 앤디 (가수)
- 양동근
- 양요섭
- 양지은
- 양준일
- 양파 (가수)
- 양현석
- 양희은
- 어반자카파
- 엄정화
- 업텐션
- 에디 킴
- 에릭 (가수)
- 에릭 남
- 에이션
- 에이피스
- 에이핑크
- 에일리
- 에픽하이
- 엔트레인
- 엔플라잉
- 엘 (가수)
- 엠버 (가수)
- 엠블랙
- 엠스트리트
- 엠씨 더 맥스
- 여인혁
- 예리 (가수)
- 예성
- 예은
- 예지 (1994년)
- 오렌지캬라멜
- 오마이걸
- 오하영 (가수)
- 온유
- 와썹
- 왁스 (가수)
- 용감한 형제
- 용준형
- 우영
- 우주소녀
- 우태운
- 울랄라세션
- 워너원
- 원더걸스
- 웬디 (가수)
- 유노윤호
- 유니 (가수)
- 유라
- 유리 (1989년)
- 유리상자
- 유승우 (가수)
- 유영진 (작곡가)
- 유재하
- 유채영
- 유키스
- 유희열
- 윤건
- 윤도현
- 윤두준
- 윤미래
- 윤민수
- 윤상
- 윤아
- 윤종신
- 윤하
- 윤현상
- 은가은
- 이달의 소녀
- 이동건
- 이루
- 이문세
- 이민우 (가수)
- 이민호 (1987년)
- 이병헌
- 이브 (밴드)
- 이블 (음악 그룹)
- 이삭N지연
- 이상은 (가수)
- 이선희
- 이센스
- 이소라 (가수)
- 이수 (가수)
- 이수영
- 이승기
- 이승열
- 이승철
- 이승환
- 이은미 (1966년)
- 이적 (가수)
- 이정 (가수)
- 이정현 (1980년)
- 이지린
- 이지훈 (연예인)
- 이창섭 (가수)
- 이천원
- 이특
- 이하이
- 이현도
- 이현우 (가수)
- 이현우 (1993년)
- 이홍기
- 이효리
- 인피니트
- 임슬옹
- 임재범
- 임정현 (기타 연주자)
- 임정희
- 임창정

## ㅈ
- 자우림
- 자이언티
- 잠비나이
- 장근석
- 장기하
- 장나라
- 장리인
- 장사익
- 장우혁
- 장재인
- 장현승
- 장혜진 (가수)
- 잭슨 (가수)
- 적재
- 전소미
- 전지윤
- 전진 (가수)
- 전혜빈
- 전효성
- 정승환 (가수)
- 정엽 (가수)
- 정용화
- 정은지
- 정인 (가수)
- 정준영
- 정진운
- 정하나
- 제노티
- 제시 (가수)
- 제시카 (가수)
- 제아
- 제이미 (가수)
- 제이민 (1988년)
- 제이홉
- 젝스키스
- 젤로
- 조PD
- 조규만
- 조규찬
- 조권
- 조미 (가수)
- 조성모
- 조용필
- 조유리
- 존 박
- 종현
- 주니엘
- 주헌
- 준호
- 쥬얼리
- 지누션
- 지드래곤
- 지아 (1986년)
- 지아 (1989년)
- 지연 (가수)
- 지코
- 지피 베이직
- 진영 (1994년)

## ㅊ
- 차태현
- 찬열
- 채연
- 천둥 (1990년)
- 천상지희 더 그레이스
- 청하 (가수)
- 체리필터
- 첸 (가수)
- 최강창민
- 최자
- 최진이 (가수)
- 치타 (가수)

## ㅋ
- 카이 (1994년)
- 케이윌
- 코요태
- 큐리
- 크나큰
- 크라운 제이
- 크라잉넛
- 크러쉬 (음악가)
- 크레용팝
- 크로스진
- 크루셜 스타
- 크리스탈 (가수)
- 크림 (래퍼)
- 클래지콰이 프로젝트
- 클레오
- 클릭비
- 키디비
- 키스 에이프
- 키썸
- 킹스턴 루디스카
- 캐플러(Kep 1er)

## ㅌ
- 타블로
- 타이거 JK
- 타이니지
- 타이미
- 태군
- 태민
- 태양 (1988년)
- 태연
- 택연
- 테디 (음악가)
- 테이
- 테이스티
- 토니 안
- 투개월
- 투엑스
- 투포케이
- 트와이스
- 티티마
- 티파니 영
- 틴탑
- 팀 (가수)

## ㅍ
- 파이브돌스
- 팝핀현준
- 페이 (가수)
- 페퍼톤스
- 포미닛
- 포엘
- 포텐
- 퓨리티
- 프라이머리 (음악가)
- 프리스틴
- 플라이 투 더 스카이
- 피오
- 핑클

## ㅎ
- 하동균
- 하리수
- 하림 (가수)
- 하이수현
- 하트비
- 하하
- 하현우
- 한경
- 한대수 (가수)
- 한선화
- 한승연
- 한영애
- 한해
- 허가윤
- 허각
- 허영생
- 허영지
- 헨리 (가수)
- 헬로비너스
- 혁오
- 현빈
- 현아
- 현영
- 현진영
- 혜리
- 홍경민
- 화요비
- 효린
- 효연
- 휘성
- 히스토리 (밴드)
- 히치하이커 (음악가)
- 히트제조기

## 같이 보기
- 한국 관련 문서 색인
- 음악가 목록
- 대한민국의 문화
- 한국음악
- K-pop 음악가 목록
- 대한민국의 걸 그룹 목록
- 대한민국의 보이 밴드 목록